# Michael Telecom
Die MICHAELTELECOM AG ist ein deutscher Distributor und Dienstleister für Informations- und Kommunikationstechnologie mit Sitz in Bohmte bei Osnabrück. Eine weitere Niederlassung befindet sich in Nordhorn. Das Unternehmen hat ca. 10.000 Kunden.

## Geschichte
1984 wurde das Unternehmen gegründet. Im Folgejahr wurde der erste Fachhandelskatalog mit 20 Seiten herausgegeben. 1992 wurde der neue Standort mit dem Administrationsgebäude und der Lagererweiterung fertiggestellt. Ab 1993 wurde im Schnitt alle zwei Jahre eine weitere Lagerhalle fertiggestellt, um dem Bedarf gerecht zu werden. 1998 und 2003 wurde das Administrationsgebäude erweitert. 2000 wurde das unternehmenseigene Seminarhotel in Bad Essen und 2006 das Vertriebsbüro in Nordhorn eröffnet. 2015 ist das Schulungshaus in Hunteburg eröffnet worden, das auch als erstes Smart-Home Trainingscenter Deutschland fungiert. Anfang 2019 wurde mit dem Bau einer neuen Lagerhalle begonnen.

## Produktportfolio und Dienstleistungen
Das Produktportfolio umfasst Mobil- und Festnetztelefonie, professionelle TK-Anlagen, Security-Lösungen, Navigation, Multimedia und IT-Equipment. Daneben werden über ein hauseigenes Dienstleistungscenter Freischaltungen, Cloud- und VoIP-Lösungen angeboten. Außerdem bietet die Michael Telecom AG ein breites Spektrum an Schulungen aus diesen Bereichen an. Des Weiteren besteht eine eigene Business Unit nur für das Thema Digital Signage, Shopausstattungen und Kiosksystemen.

## Hausmesse
Das Unternehmen veranstaltet jährlich im September oder Oktober eine Herbstmesse, auf der Hersteller der Informations- und Kommunikationstechnologie-Branche Neuerungen und Produkte vorstellen. Die Messe wird pro Jahr von ca. 2000 Personen besucht.

## Sonstiges
Auf dem Gelände der Michael Telecom AG in Bohmte befindet sich auch die MABO GmbH, ein Großhändler für Küchen- und Bad-Accessoires mit eigenem Verwaltungsgebäude und Lagerzentrum. Geschäftsführender Gesellschafter ist Siegfried Michael, der auch der Vorstandsvorsitzende der Michael Telecom AG ist.